# Los Cuatro Huasos

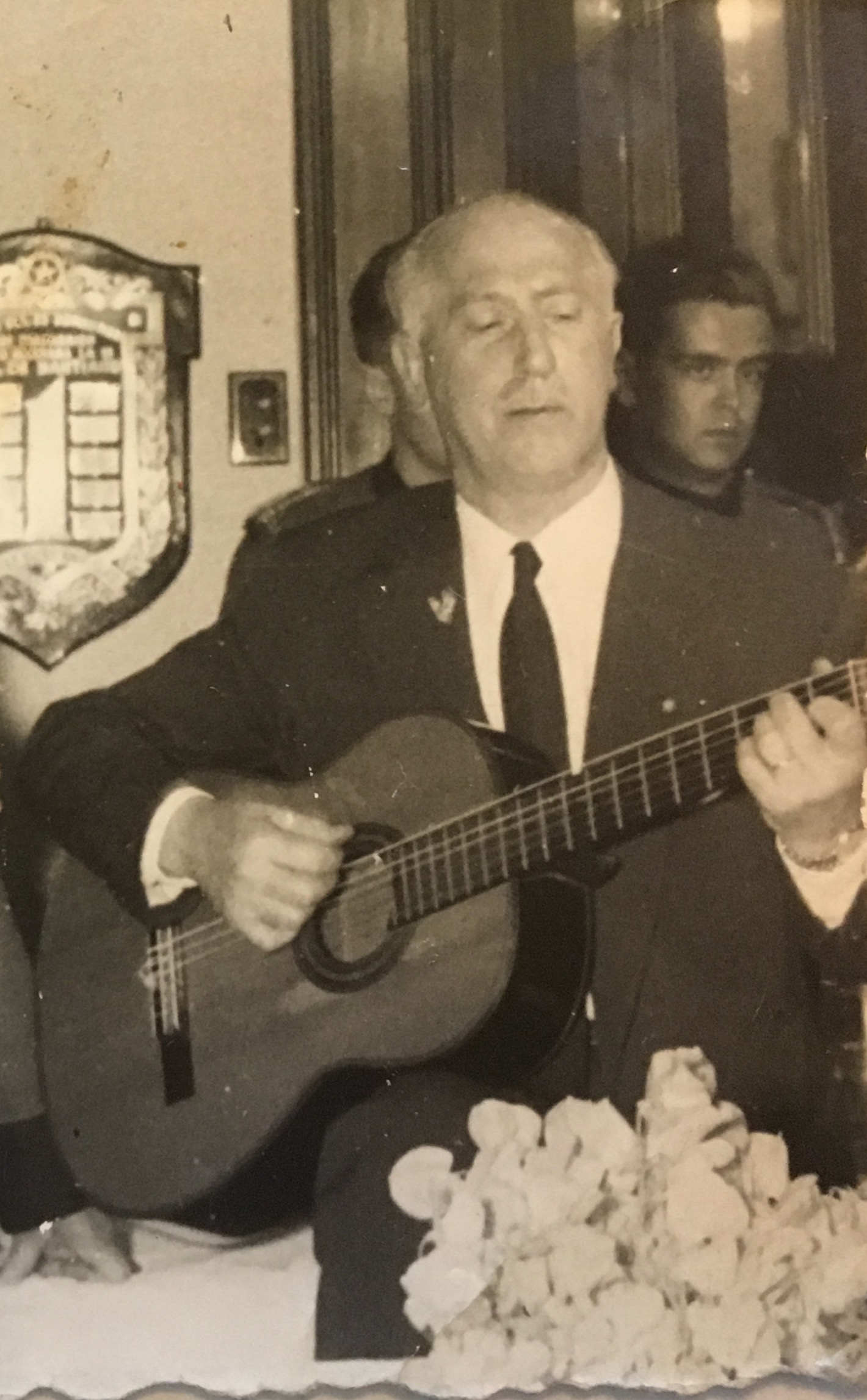
Raúl Velasco, integrante de los Cuatro Huasos, tocando la guitarra en la 1.ª Compañía de Bomberos de Santiago, de la que además fuera un querido integrante.

Los Cuatro Huasos fue un conjunto folklórico chileno que nació en 1927 y duró hasta 1956. Su motivación fundamental fue la de recrear, popularizar y difundir la música folclórica de Chile, principalmente la del campo, siendo el grupo insigne en el cual se inspiraron numerosos conjuntos que nacieron posteriormente, entre los cuales el que más destaca como sus continuadores es el de Los Huasos Quincheros.

## Historia
Sus primeros integrantes fueron Jorge Bernales Valdés, Raúl Velasco García (quien fue padre de Gabriela Velasco), Fernando Donoso Silva y Eugenio Vidal Tagle. Tomaron del campo chileno numerosas canciones campesinas, las estilizaron añadiéndoles arreglos vocales y las acompañaron de arreglos en guitarra haciéndolas populares a través de numerosas presentaciones en teatro y radio, con edición además de numeroso discos. 
Hicieron conocidas muchas canciones entre las que se pueden destacar: El tortillero, Abran quincha abran cancha, Ay agüita de mi tierra y El martirio. También interpretaron canciones de muchos autores chilenos como Osmán Pérez Freire, Nicanor Molinare y Clara Solovera.
Durante su vida artística que cursó con períodos de receso, ocurrieron también cambios en sus integrantes, habiendo pertenecido también a este conjunto Aníbal Ortúzar Ramírez, Carlos Mondaca Kirkman y Fernando Silva González. En su trayectoria, efectuaron numerosas giras por todo Chile, por varios países de Latinoamérica e hicieron presentaciones en Estados Unidos. Su desaparición ocurrió en el año 1956 fecha en que anunciaron su retiro. Su último disco editado fue Tradición Chilena que se lanzó en 1959.
Otras canciones que ellos hicieron conocidas son Matecito de plata, Bajando pa' Puerto Aysén, La palomita, Río,río y El rodeo.